# Eric Andersen (album)
Eric Andersen è un album di Eric Andersen, pubblicato dalla Warner Bros. Records nel 1970.

## Tracce
Tutti i brani composti da Eric Andersen
Lato A
1. Don't Leave Me Here for Dead – 2:40
2. It Wasn't a Lie – 2:34
3. Sign of a Desperate Man – 2:30
4. I Will Wait – 5:16
5. What Is It Like to Be Free? – 4:15

Durata totale: 17:15
Lato B
1. She Touched Me – 2:21
2. Lie with Me – 3:36
3. I Was the Rebel (She Was the Cause) – 2:34
4. Secrets – 4:39
5. Go Now, Deborah – 4:43

Durata totale: 17:53

## Musicisti
- Eric Andersen - voce, pianoforte, chitarra
- Andy Johnson - chitarra
- Charlie McCoy - chitarra
- Weldon Myrick - chitarra steel
- David Briggs - pianoforte
- Paul Harris - pianoforte
- Paul Harris - arrangiamenti strumenti ad arco e strumenti a fiato
- Debbie Green - pianoforte
- Norbert Putnam - basso
- Ken Buttrey - batteria
- Hurshel's Group - accompagnamento vocale, cori